# Lizzy Greene (actriz)
Elizabeth Anne Greene  (Dallas, Texas; 1 de mayo de 2003) conocida artísticamente como Lizzy Greene, es una actriz estadounidense. Es conocida por interpretar a Dawn Harper en la serie de Nickelodeon, Nicky, Ricky, Dicky & Dawn.

## Vida y carrera
Greene nació el 1 de mayo de 2003 en Dallas, Texas.
Cuando apenas tenía 8 años de edad, asistió a la escuela de teatro y cine Fun House, que se encuentra ubicada en su misma ciudad. En 2014, debutó como actriz, interpretando a Dawn Harper en la serie de Nickelodeon Nicky, Ricky, Dicky & Dawn. Ese mismo año, hizo una aparición especial en un episodio de la serie The Thundermans.
En 2015, participó en el especial para televisión, Ho Holiday Special, al lado de otros actores como Thomas Kuc, Jack Griffo, Brec Bassinger, Breanna Yde, Cree Cicchino, Buddy Handleson, Kira Kosarin, Jade Pettyjohn e Isabela Moner.
Por otra parte, la serie de Nicky, Ricky, Dicky & Dawn, alcanzó gran éxito y Lizzy Greene se volvió famosa entre el público infantil y juvenil; por esta razón, en 2017, Lizzy anunció en su cuenta de Twitter que habría una tercera temporada para el show de Nicky, Ricky, Dicky & Dawn. La tercera temporada se estrenó el 7 de enero de 2017. La serie se renovó por una cuarta temporada y su orden de episodios para la tercera temporada aumentó de 14 a 24 por Nickelodeon el 20 de marzo de 2017.
Además en 2017, protagonizó la película para televisión, Tiny Christmas, junto a Riele Downs.

## Filmografía
| Año       | Título                                         | Personaje      |
| --------- | ---------------------------------------------- | -------------- |
| 2014-2018 | Nicky, Ricky, Dicky & Dawn                     | Dawn Harper    |
| 2014      | The Thundermans                                | Morgan         |
| 2014      | Damaged Goods                                  | Nicole (joven) |
| 2015      | Nicky, Ricky, Dicky & Dawn: Van a Hollywood    | Dawn Harper    |
| 2015      | Ho Holidays Special                            | Ella misma     |
| 2016      | Nickelodeon's Ultimate Halloween Costume Party | Ella misma     |
| 2016      | Paradise Run                                   | Ella misma     |
| 2017      | Nickelodeon's Not So Valentine's Special       | Ella misma     |
| 2017      | Nickelodeon's Sizzling Summer Camp Special     | Ella misma     |
| 2017      | Nickelodeon's Ultimate Halloween Haunted House | Ella misma     |
| 2017      | Tiny Christmas                                 | Barkley        |
| 2018-2023 | A Million Little Things                        | Sophie Dixon   |

## Premios y nominaciones
| Año  | Premiación                      | Categoría                                         | Trabajo                                                                                   | Resultado |
| ---- | ------------------------------- | ------------------------------------------------- | ----------------------------------------------------------------------------------------- | --------- |
| 2016 | Young Artist Award              | Excelente elenco joven en una serie de televisión | Nicky, Ricky, Dicky & Dawn (compartido con Aidan Gallagher, Casey Simpson y Mace Coronel) | Nominada  |
| 2016 | Nickelodeon Kids' Choice Awards | Actriz de televisión favorita                     | Nicky, Ricky, Dicky & Dawn (compartido con Aidan Gallagher, Casey Simpson y Mace Coronel) | Nominada  |
| 2017 | Nickelodeon Kids' Choice Awards | Actriz de televisión favorita                     | Nicky, Ricky, Dicky & Dawn (compartido con Aidan Gallagher, Casey Simpson y Mace Coronel) | Nominada  |